# Hallar-Stein
Hallar-Stein (XIII secolo – XIII secolo) è stato un poeta islandese.
Non abbiamo informazioni biografie su Hallar-Stein. Il suo nome potrebbe derivare dalla fattoria di Höll nel Borgarfjörður e qualcuno dei vecchi commentatori lo identificava con lo scaldo del XI secolo Steinn Herdísarson. Tuttavia l'ipotesi è rifiutata dai moderni studiosi. 
La sua opera più famosa è il Rekstefja, conservato nel Bergsbók e nella Óláfs saga Tryggvasonar en mesta. Attraverso frammenti contenuti nella Laufás-Edda e nello Skáldskaparmál conosciamo frammenti di altre opere di Hallar.

## Rekstefja
Il Rekstefja traccia la carriera di re Olaf Tryggvason, dalla sua educazione in Russia alla morte nella battaglia di Svolder. La struttura del poema è composta da 35 versi allitterativi (dróttkvætt) e deriva il nome dal ritornello (stef) che divide tre versi continui. Hallar sostiene che questo sia il terzo drápa dedicato a Olaf, riferendosi agli altri composti dagli scaldi Hallfreðr vandræðaskáld e Bjarni.
Il poema è influenzato dai lavori di Arnórr jarlaskáld ed Einarr Skúlason e ha molte somiglianze alla Óláfsdrápa Tryggvasonar, conservato nello stesso manoscritto.